# 克莉絲汀·巴倫絲基
克莉絲汀·珍·巴倫絲基（英語：Christine Jane Baranski，1952年5月2日—），美國電視劇與舞台劇女演員，曾獲得一座艾美獎與兩座東尼獎。其演出作品有《「法」妻》（The Good Wife）、《生活大爆炸》（The Big Bang Theory）等。
克莉絲汀於1974年出道，並於1980年演出其首部百老匯劇《捉迷藏》（Hide and Seek），其後並以《真相》（The Real Thing，1984）、《謠言》（Rumors，1989）先後拿下東尼獎最佳戲劇女主角。曾經演出過的百老匯劇還有有《喧囂粗俗》（Hurlyburly，1984）、《藍葉之屋》（The House of Blue Leaves，1986）與《波音波音》（Boeing-Boeing，2008）等。

## 簡歷
巴倫絲基出生於纽约州水牛城，是維吉尼亞（舊姓馬茲洛斯基）與一家波兰语報紙的編輯魯西恩·巴倫斯基的女兒。她是波蘭裔美國人，祖父母是一家波蘭劇院的演員。巴倫斯基高中就讀水牛城郊區奇克托瓦加的維拉瑪麗亞學院。之後前往紐約的朱利亞德學院就讀(Drama Division Group 3: 1970–1974)，1974年畢業，並取得文學士學位。

## 私生活
巴倫絲基在1983年10月嫁給演員馬修·考爾斯，兩人婚姻持續到2014年5月22日考爾斯去世為止。夫妻倆生有兩個女兒，伊莎貝爾（1984年生）與莉莉（1987年生）。其中一人是執業律師，曾就讀法學院，並通過紐約律師考試，《「法」妻》播出期間，在布魯克林區執業。

## 外部連結
- 克莉絲汀·巴倫絲基在互联网电影资料库（IMDb）上的資料（英文）
- 在AllMovie上克莉絲汀·巴倫絲基的頁面（英文）
- 互聯網百老匯資料庫（IBDB）上克莉絲汀·巴倫絲基的資料（英文）
- 互联网外百老汇数据库（IOBDB）上克莉絲汀·巴倫絲基的資料（英文）